# Герб Кавалеровского района
Герб муниципального образования Кавале́ровский муниципальный район Приморского края Российской Федерации — официальный символ муниципального района.
Герб утверждён Решением № 216 Думы Кавалеровского муниципального района 8 апреля 2009 года и внесён в Государственный геральдический регистр Российской Федерации — № 4974.

## Описание герба
«В опрокинуто-вилообразно разделённом червлёно-зелёно-лазоревом поле вверху — кавалерский (уширенный с медальоном) крест, внизу — кристаллы в друзе; все фигуры серебряные».

Герб Кавалеровского муниципального района может воспроизводиться в двух равно допустимых версиях: без вольной части и с вольной частью — четырёхугольником, примыкающим к верхнему правому углу герба Кавалеровского муниципального района с воспроизведенными в нём фигурами герба Приморского края.
Герб Кавалеровского муниципального района в соответствии с Методическими рекомендациями по разработке и использованию официальных символов муниципальных образований (Раздел 2, Глава VIII, п.п. 45-46), утверждёнными геральдическим Советом при Президенте Российской Федерации 28 июня 2006 года может воспроизводиться со  статусной короной установленного образца.

## Обоснование символики
Герб языком символов и аллегорий отражает исторические, культурные и природные особенности Кавалеровского муниципального района.
Центр района — посёлок Кавалерово был основан в 1909 году Пополитовым Федором Дмитриевичем, Георгиевским кавалером участником Русско-Японской войны. Именно в честь его статуса и был назван посёлок, а затем и район, название которого отражено в гербе изображением кавалерского креста, что делает герб гласным.
Георгиевский крест — символ воинской доблести, мужества и героизма, отображён в главе щита на границе рассечения щита, объединяя два поля герба.
Кавалеровский район славится богатством своих недр, представленным почти всей таблицей минералов. Отображённая серебром в оконечности щита, в скошенной части на голубом фоне, кристаллическая друза подчеркивает горно-геологические возможности территории района.
Голубой цвет нижней части также символизирует Японское море, которое омывает район с востока.
Серебро — символ чистоты, совершенства, мира и взаимопонимания.
Красный цвет — символ храбрости, силы, труда, красоты и праздника.
Зелёный цвет — символ надежды, радости, изобилия.
Голубой цвет — символ чести, благородства, духовности и возвышенных устремлений.

## История герба
В 1999 году по результатам конкурса на лучший проект герба Муниципальный комитет Кавалеровского района утвердил герб района. На гербе было изображено — олово, тигр и знаменитая скала Дерсу. Автор герба — Андрей Батухин.
В начале 2005 года администрация Кавалеровского района представила в отдел наград и геральдики администрации Приморского края проект герба района, для последующего утверждения. На проекте герба района были изображены тигр и олень.
Информация об официальном утверждении гербов района 1999 и 2005 годов, их рисунки и описание отсутствует.
28 сентября 2005 года Дума Кавалеровского муниципального района приняло решение "О Положении «О символике Кавалеровского муниципального района»,
 в котором, в частности, говорилось о необходимости создания герба района по правилам и соответствующим традициям геральдики с учётом исторической преемственности.
Официально утверждённый в 2009 году герб Кавалеровского муниципального района был создан при содействии Союза геральдистов России.
Авторы герба: идея герба — художник Юрий Бадулин (Кавалерово), Константин Мочёнов (Химки); художник и компьютерный дизайн — Оксана Афанасьева (Москва); обоснование символики — Юрий Бадулин (Кавалерово), Кирилл Переходенко (Конаково).